# Zampa der Tagdieb
Zampa der Tagdieb oder Die Braut von Gyps ist eine Parodie in drei Akten von Johann Nestroy. Das Stück entstand 1832 und wurde am 22. Juni desselben Jahres erstmals aufgeführt.

## Inhalt
Camillerl und der liederliche, stets in Geldnöten befindliche Paphnuzzi bereiten ihre Hochzeit vor. Da bringt der schrecklich echauffierte Dandoli („Ritti, i bitt’ di!“) die Schreckensnachricht, dass Camillerls Vater Guckano von der Bande der Tagdiebe im Wirtshaus festgehalten werde – sie drohen, ihn durch Schnaps sich selbst zu Tode saufen zu lassen. Der Banden-Capo Zampa kommt selbst zu Camillerl und fordert, wenn sie ihren Vater retten wolle, müsse sie ihn statt Paphnuzzi heiraten. Zampa richtet in Guckanos Haus ein Festmahl für seine Kameraden aus; dabei sieht er die Gipsfigur von Bianca, dem Stubenmädel, das einst vor Gram gestorben ist, weil er sie verließ. Im Auftrag der Fee Clarina hat Guckano einst das Bildnis aufgestellt. Als er der Statue aus Spott einen Ring ansteckt, gibt sie ihm plötzlich einen Stoß und ergreift ihn bei den Haaren.
Damian (halb tot vor Angst): Es hält die Hand ihn fest beim Kopf,
Auf Ehr’, sie beutelt ihm beim Schopf. (Erster Akt, zweiundzwanzigste Szene)
Trotzdem beharrt Zampa auf der Hochzeit, aber Paphnuzzi verspricht Camillerl, dies zu verhindern. Als die Hochzeitsgäste kommen, fällt Camillerl dreimal in Ohnmacht und muss mit Rauberessig, Schwalbenwasser und Melissengeist wiederbelebt werden. Zampa räsoniert:
’s ist schad’, wenn S’ früher was g’sagt hätten, wir hätten gleich in der Apotheken g’heirat’t. (Zweiter Akt, vierzehnte Szene)
Biancas Gipsfigur erwacht neuerlich und fasst Zampa am Rockschoß. Er kann sich losreißen und verkündet, dass er sich mit der Fee Clarina gegen Obscurus verbündet habe und deshalb ihren Schutz genieße. Er vertreibt Paphnuzzi mit der Peitsche, fällt aber selbst in Ohnmacht, weil Biancas Gipsfigur ihn wieder bedroht.
In einem Streitgespräch zwischen Camillerl, Zampa und Paphnuzzi stellt sich heraus, dass die beiden Brüder sind. Als letztes Mittel verkleidet sich Paphnuzzi als Biancas Geist und erscheint Zampa, der schießt auf ihn, die Kugel wird jedoch von Obscurus aufgefangen. Dieser droht, Zampa in den Ätna zu werfen, wenn er nicht die wiederbelebte Bianca heiraten würde. Zampa gibt nach:
G’heirat’t wird, mit’m Ätna ist’s nix! (Dritter Akt, dreizehnte Szene)

## Werksgeschichte
Der Stoff – eine Statue wird durch einen angesteckten Ring zum Leben erweckt – ist schon bei Wilhelm von Malmesbury (ungefähr 1080–1143), in der deutschen Kaiserchronik (12. Jahrhundert), bei Vinzenz von Beauvais (ungefähr 1184–1264), in The ring von Thomas Moore (1779–1852), in den Romanzen vom Rosenkranz von Clemens Brentano (1778–1842), in Das Marmorbild von Joseph von Eichendorff (1788–11857) und bei einigen anderen Dichtern zu finden.
Nestroys Vorlage war das Libretto von Mélesville (eigentlich Anne-Honoré-Joseph Duveyrier, 1787–1865) für die Opéra-comique Zampa ou La Fiancée de marbre (Zampa oder die Braut aus Marmor) von Louis Joseph Ferdinand Hérold (1791–1833). Die Uraufführung fand in der Pariser Opéra-Comique am 3. Mai 1831 statt und am 3. Mai 1832 im Wiener Theater am Kärntnertor, jedes Mal mit großem Erfolg. Das Werk blieb durch 5 Jahrzehnte auf den Opernbühnen präsent, obwohl das Libretto von Mélesville nur eine sehr schwache Bearbeitung des Don-Juan-Motivs war. Hier ist es die von Zampa verführte Alice di Manfredi, die als Marmorstatue in der Schlosshalle steht – statt des Komturs (wie im Don Giovanni von Lorenzo da Ponte und Wolfgang Amadeus Mozart). Alices Statue tötet Zampa bei dessen Versuch, sich Camillas zu bemächtigen.
Nestroys Parodie – eigentlich Travestie – beschränkte sich auf die spöttische Verzeichnung der Charaktere und Situationen, ohne auf den Kern der Vorlage einzugehen. Aus Mélesvilles Seeräuberbande wurden ein paar Tagediebe; die eigenartigen Verhältnisse des Königreiches Sizilien wandelte er in eine jede Unwahrscheinlichkeit kaschierende Geister- und Feen-Rahmenhandlung um; die makabre adelige Marmorbraut Alice di Manfredi mutierte zur heiratslustigen Gipsfigur des Stubenmädels Bianca; der eine Graf wurde zum Makkaronifabrikanten, der andere zum Sohne eines Salamiherstellers; die Gefangenschaft auf dem Seeräuberschiff war nur mehr eine Sauforgie im Wirtshaus. Durch diese und andere Änderungen stellte er die Schwachstellen des Opern-Librettos mit burlesken Mitteln bloß, allein die komische Nebenhandlung um Ritta (Ritti), Capuzzi (Damian) und Dandolo (Dandoli) konnte Nestroy nahezu unverändert übernehmen.
Johann Nestroy spielte den Paphnuzzi Salamucci, Direktor Carl Carl den Tagdieb Zampa, Friedrich Hopp den Tagdieb Damian, Ignaz Stahl den Obscurus, Eleonore Condorussi das Stubenmädel Ritti, Nestroys Lebensgefährtin Marie Weiler die Fee Clarina.
Das Originalmanuskript ist vermutlich verloren gegangen, in der Wienbibliothek im Rathaus wird nur das Titelblatt mit einem Textfragment aufbewahrt. Ein Theatermanuskript (Register № 5) mit der Gesangsstelle zur Zampa-Parodie sowie das unvollständige Soufflierbuch (Register № 341) mit dem eingeklebten Theaterzettel der Erstaufführung, beide aus dem Archiv des Carltheaters, befinden sich im Besitz der Handschriftensammlung der Österreichischen Nationalbibliothek. Die Originalpartitur Adolf Müllers ist ebenfalls in der Musiksammlung der Wienbibliothek im Rathaus.

## Zeitgenössische Rezension
Die Uraufführung wurde von der Kritik wenig beachtet, lediglich die Wiener Theaterzeitung von Adolf Bäuerle brachte am 28. Juni 1832 eine verhältnismäßig wohlwollende Rezension, die allerdings nur von einem Achtungserfolg des Stückes berichtete:
„Diese Erwartungen [an Nestroy] wurden nach dem Gefühle des Referenten auch ziemlich befriedigt, denn das Lob dieser Posse beruht nicht nur auf pikanten Einzelheiten, auf witzigen Ausfällen und sinnreichen Verdrehungen, sondern auf einem weit wesentlicheren und nicht zu übersehenden Vorzug, der in den früheren Produkten des Herrn Nestroy größtenteils mangelte. Es ist dies die Einheit im Plan, der zweckmäßige Zusammenhang des Ganzen. Wer das parodierte Original kennt, der wird gestehen müssen, daß sowohl Musik als Text glücklich travestiert und durch die Travestie die Mängel der beiden zur Anschaulichkeit gebracht wurden.“
Die Darsteller, die Musik und die Ausstattung wurden allesamt gelobt, die Stimmung im überfüllten Theatersaal als gespalten bezeichnet.

## Spätere Interpretation
Otto Rommel reiht dieses Werk Nestroys in die Kategorie derjenigen Parodien ein, die sich des Zauberapparates bedienen. Dazu zählt er auch noch Der gefühlvolle Kerckermeister (1832), Nagerl und Handschuh (1832), Der Zauberer Sulphurelectrimagneticophosphoratus (1834), sowie Zampa der Tagdieb und Robert der Teuxel (1833), wobei er die beiden letztgenannten Stücke in eine spezielle Untergruppe einordnet. In der Figur des Seeräubers Konfusius Stockfisch aus dem Zauberstück Der konfuse Zauberer (1832) sieht Rommel eine Variante des reuigen Tagdiebs Damian. Die Parodie folge
'[…] dem Textbuch [des Originals] Szene für Szene, jede Unwahrscheinlichkeit, jede Übertreibung, jede Effekthascherei mit scharfem Witze aufdeckend, so dass sich die Parodie wie eine lustige fortlaufende Kritik liest.“
Der Stoff werde jeder Romantik entkleidet, das Schauerliche in Burleskes verwandelt. Um der Kritik keinen Stoff zu liefern, habe Nestroy die Figur der Madonna in seiner Parodie durch das bekannte Zauberspiel-Schema der streitenden Geister – hier Clarina gegen Obscurus – ersetzt. Der Witz des Werkes liege allerdings mehr in den Einzelheiten als im Gesamteindruck.